# Hubertus Gojowczyk
Hubertus Gojowczyk (* 1943 in Oels, Schlesien, Deutschland; lebt in Krefeld) ist ein deutscher Objekt- und Konzeptkünstler. Er gestaltet seit 1968 Buchobjekte und Installationen mit Gedrucktem.

## Leben und Werk
Hubertus Gojowczyk wurde 1943 in Oels in Schlesien geboren und wuchs in Northeim in Niedersachsen und in Duderstadt im Eichsfeld auf. Er studierte von 1963 bis 1965 an der Pädagogischen Hochschule in Koblenz. 1965 trat er in den Schuldienst ein und heiratete Imme Terhoeven († 2022), mit der er drei Kinder hat. Seit 1967 lebt und arbeitet Gojowczyk in Krefeld. Von 1967 bis 1971 studierte er an der Kunstakademie Düsseldorf bei Rolf Sackenheim, Dieter Roth und Joseph Beuys. 1972 bis 1997 war er Kunsterzieher am Fichte-Gymnasium Krefeld.
Er wurde besonders durch Dieter Roth zu seiner künstlerischen Arbeit mit Büchern angeregt. Mehr als 1000 Buchobjekte und Installationen hat Hubertus Gojowczyk seit 1968 geschaffen, darunter auch öffentliche wie die Wandarbeiten und Installationen in der neuen Mediothek in Krefeld.
Gojowczyk nimmt Bücher als Ausgangspunkt und Material für Verfremdungen, Veränderungen und Verwandlungen. Sein Umgang mit dem Buch kann sowohl zerstörerischer als auch poetischer Natur sein. Er nennt seine Objekte zum Beispiel Buch mit Wunde, Buch mit Axthieben, Brandbuch oder Federbuch, Frühlingslied, Buch mit Rasenstück oder Ideale Landschaft. Die Kunst von Hubertus Gojowczyk ist Ironie, Gesellschafts- und Kulturkritik und ein ernsthaftes kulturelles und intellektuelles Anliegen. Er schafft mit seinen Buchobjekten Umdeutungen und Neudefinitionen und löst so Assoziationen beim Betrachter aus und regt diesen zum Nachdenken an, ohne ihm eine zu bestimmte Interpretation vorgegeben zu haben.
Seit dem Jahr 1971 war Hubertus Gojowczyk mit seinen Buchobjekten und bundesweit und international über 100 mal in Einzel- und Gruppenausstellungen in Galerien, Museen, Bibliotheken und auf Messen präsent. Mit der Installation „Schaufenster mit Buchobjekten“ war er Teilnehmer der documenta 5 in Kassel 1972. Zur documenta 6 im Jahr 1977 war sein Beitrag die mit Büchern vermauerte „Tür zur Bibliothek“, die bis heute Teil der permanenten Ausstellung in der Neuen Galerie in Kassel ist. Die Deutsche Nationalbibliothek in Frankfurt widmete Gojowczyk 2008 zu seinem 65. Geburtstag eine Retrospektive unter dem Titel Gutenberglabyrinth. Zu seinem 80. Geburtstag zeigten der „Krefelder Kunstverein“ und der Verein „Kunst und Krefeld“ eine Retrospektive auch mit frühen Arbeiten.

## Auszeichnungen
- 1977: Förderpreis des Landes Nordrhein-Westfalen für Bildende Kunst[6]
- 1992: Francis J. Greenburger Award, New York, USA[7]